# Theodor Duesberg
Theodor Duesberg(Taufname: Theodor Hermann Karl Maria) (auch Theodor Düesberg; * 12. Mai 1837 in Münster; † 4. April 1891 in Köln) war ein preußischer Verwaltungsbeamter, Politiker und Reichstagsabgeordneter.

## Herkunft und Familie
Die Familie Duesberg stammt ursprünglich aus Borken. Franz von Duesberg war ein bedeutender Politiker und preußischer Finanzminister. Theodors Eltern waren Theodor Anton Aloysius Joseph Duesberg (Hauptmann der Landwehr-Infanterie, Bürgermeister) und Theodora Schmedding. Seine Großeltern waren Bernhard Anton Duesberg (* 1749 in Münster, Oberpostmeister) und Maria Anna Balke. Seine Urgroßeltern waren Jodokus Ferdinand Duesberg (* 1721 in Borken, Hofkammerrat) und Maria Elisabeth Detten. Theodor Duesberg heiratete am 23. Januar 1867 Luise Katharina Auguste Jordan aus Koblenz.

## Beruflicher Werdegang
Er studierte an den Universitäten Bonn und Heidelberg und wurde 1857 Mitglied des Corps Saxonia. Von Oktober 1859 bis 1860 leistete er seinen Militärdienst als Einjährig-Freiwilliger im Infanterie-Regiment „Herwarth von Bittenfeld“ (1. Westfälisches) Nr. 13 und wurde am 1. Juli 1862 Vizefeldwebel und am 14. Oktober 1862 Secondeleutnant. Am 24. Juli 1866 zum Regierungsassessor ernannt, wechselte er am 29. September 1866 zur Bezirksregierung Minden. Es folgte die Ernennung zum kommissarischen Landrat, da der Amtsvorgänger Bernhard Bessel ausgeschieden war. Am 26. Mai 1869 wurde Duesberg mit zehn von elf Stimmen zum Landrat des Kreises Wiedenbrück gewählt. In diesem Amt blieb er bis 1876. Der Regierungspräsident Minden stellte am 3. April 1875 einen Antrag auf Versetzung Duesbergs „wegen kirchenpolitisch unzuverlässiger Haltung“. Duesberg demissionierte und wurde Kreishauptmann von Lehe., bis er auf eigenen Wunsch 1882 als Regierungsrat zur Bezirksregierung Koblenz ging. Als Oberregierungsrat ging er am 24. September 1890 zur Bezirksregierung Köln. Er starb hier an den Folgen eines Lungenleidens.
In der ersten Legislaturperiode des Reichstags zog er 1871 für den Wahlkreis Regierungsbezirk Minden 3 (Bielefeld-Wiedenbrück) als Abgeordneter der Deutschen Reichspartei ein.

## Ehrungen
Roter Adlerorden IV. Klasse am 10. Januar 1889.